# Voyeurismo

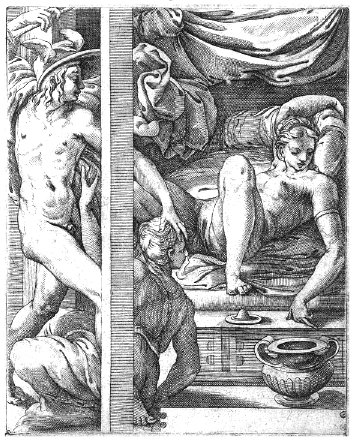
Gravura de Jacopo Caraglio de 1527 retratando o comportamento voyeur de Hermes.

Voyeurismo (vua-ierismo) ou mixoscopia (cs) é uma prática que consiste em um indivíduo obter prazer sexual através da observação de pessoas praticando sexo ou nuas. Quando a pessoa observada não está ciente de que está sendo observada, tal comportamento é, em muitos países, considerado um crime, configurando uma invasão de privacidade. Mais modernamente, contudo, o termo tem sido aplicado de forma mais ampla, abrangendo qualquer pessoa que gosta de ver a intimidade de outras pessoas, mesmo sem qualquer conotação sexual, como por exemplo em reality shows.
A prática do voyeurismo manifesta-se de várias formas, embora uma das características-chave seja a de que o indivíduo não interage com o objeto (por vezes, as pessoas observadas não estão cientes de que estão sendo observadas); em vez disso, observa-o tipicamente a uma relativa distância.

## Etimologia
"Voyeurismo" é uma junção do termo francês voyeur ("aquele que vê") com o sufixo nominal "ismo".

## Crime
O voyeurismo, quando viola a privacidade, é considerado um crime em doze estados dos Estados Unidos, no Canadá, no Reino Unido, Índia e Singapura. Alguns países, como Vietnã e Rússia, exigem que as câmeras vendidas emitam um som quando estão filmando, de modo a alertar pessoas que estejam sendo filmadas sem o seu consentimento.

## Doença
A simples excitação sexual diante da visão de pessoas nuas ou praticando sexo não é considerada uma doença. O voyeurismo é considerado uma doença mental pela Associação Americana de Psiquiatria somente quando gera uma ação do voyeur, ou quando este sofre grande desconforto e dificuldade de relacionamento. Os sintomas precisam persistir por mais de seis meses, e o voyeur precisa ter mais de dezoito anos, para que possa haver a classificação como distúrbio mental.

## Tratamento

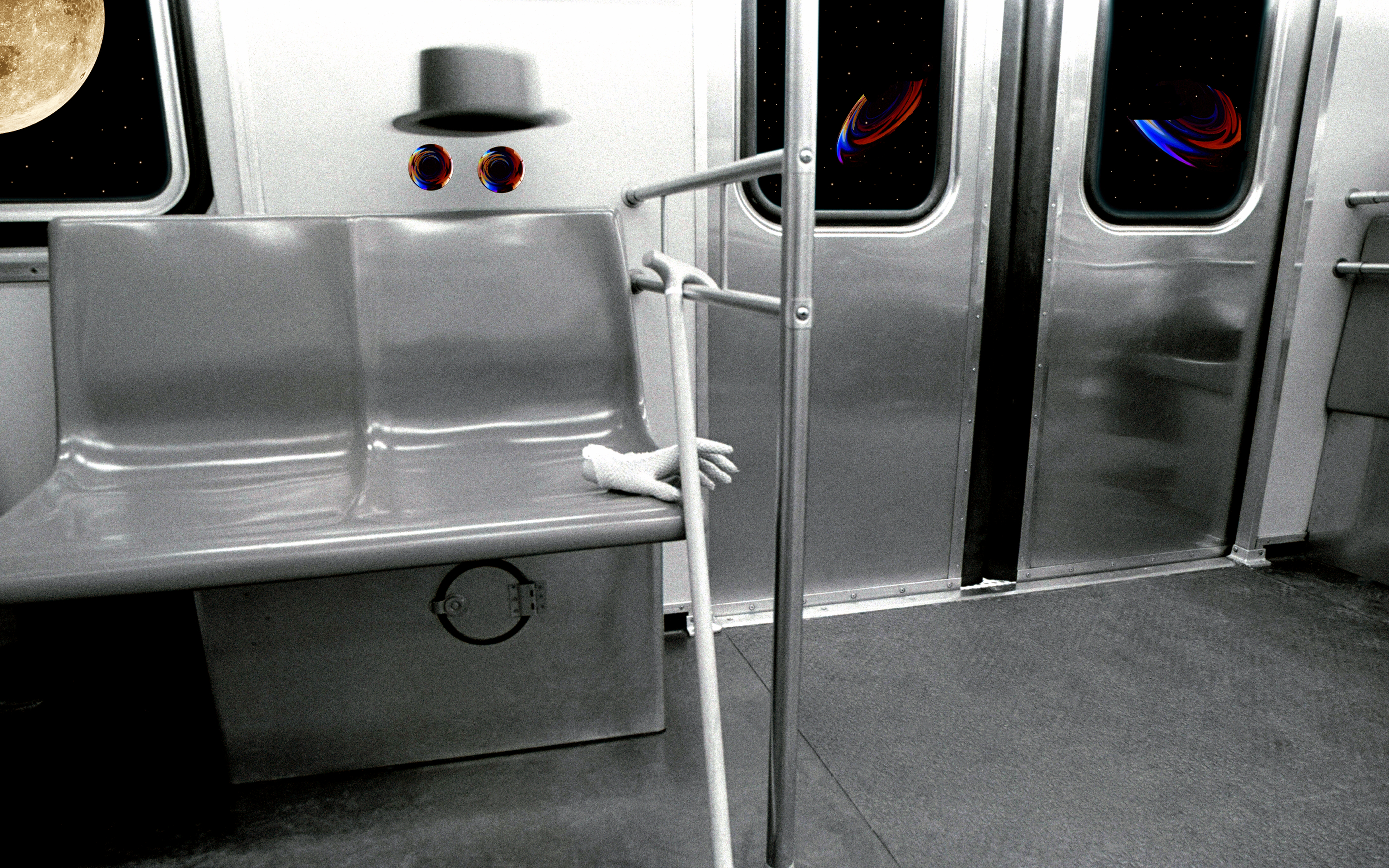
Obra artística de Sérgio Valle Duarte representando o voyeurismo em um vagão de metrô.

Historicamente, o voyeurismo enquanto doença tem sido tratado medicamente de várias formas. Psicanálise, terapia em grupo e terapia de aversão foram já tentados, com sucesso limitado. Existe evidência de que pornografia pode ser usada como forma de tratamento, baseado no fato de que países com censura de pornografia costumam ter altas taxas de voyeurismo. Do mesmo modo, incentivar voyeurs a trocar o voyeurismo pelo consumo de pornografias gráficas e revistas como Playboy foi usado com sucesso como terapia. Estes estudos demonstram que a pornografia pode ser usada para satisfazer o desejo voyeur sem ferir a lei. Também já foi tentado o uso de antidepressivos (como a fluoxetina, por exemplo) e antipsicóticos como tratamento, com relativo sucesso.

## No Cinema
O mestre inglês Alfred Hitchcock foi quem primeiro deu mais destaque ao voyeurismo, principalmente em sua obra Janela Indiscreta. Nos anos 1980, Brian De Palma tocou novamente no tema, com o clássico Body Double (Dublê de Corpo). O filme Porky's (1982) também lidou com o tema. Em 1993, o tema foi tratado no filme Sliver. Recentemente, Michael Haneke trabalhou sua perspectiva da observação sexual em Caché. Também o italiano Tinto Brass usa bastante e de forma peculiar o voyeurismo em seus filmes. Na série Elite, a personagem Polo apresenta o voyeurismo.